# ARSAERO CT 10
Le CT 10, est un engin cible télécommandé et récupérable, développé à partir de 1946 par l'Arsenal de l'aéronautique (ARSAERO), dérivé du V1 allemand et propulsé par un pulsoréacteur.
Il était destiné à simuler des bombardiers pour l'entrainement à la lutte antiaérienne à partir de canons de DCA, de missiles ou d'avions de chasse.

## Historique
Les études du CT 10 débutent en août 1946 et aboutissent aux premiers tirs, en Algérie française au Centre interarmées d'essais d'engins spéciaux de Colomb-Béchar, en décembre 1949. Les premiers matériels produits utilisaient des équipements de récupération prélevés sur les stocks de l'armée allemande. La production en série était réalisée à Villeurbanne et Châtillon.

## Description
Le CT 10 est un engin inspiré du Kirschkern, le célèbre Fieseler Fi 103 ou V1 allemand. Ses dimensions sont toutefois légèrement inférieures. 
L'engin, solidaire d'un chariot propulsé au départ par deux boosters à poudre, décolle du sol à partir d'une rampe de lancement. Après une à deux secondes, le chariot est désolidarisé de la cible qui poursuit son vol propulsée par son pulsoréacteur.
La séquence de récupération était déclenchée après environ 30 minutes de vol : le moteur s'arrêtait et le parachute s'ouvrait. Juste avant l'impact sur le sol, deux fusées s'allumaient pour freiner l'engin.

## Utilisateurs
Le CT 10, construit à plus de 400 exemplaires, fut utilisé principalement par la France mais également par le Royaume-Uni, l'Italie et la Suède.

## Sources et bibliographie
- Ouvrage collectif, Mémoire d'usine : 1924-1985 - 60 ans à la production d'avions et d'engins tactiques, Société Européenne des Arts Graphiques, 1985 (ISBN 2 86738 086 3)
- Roland Narboux, De Hanriot à l'aerospatiale - L'histoire des avions et des missiles à Bourges et dans le Cher 1910 - 1990, Imprimerie Tardy Quercy SA, 1990.